# Кабилы

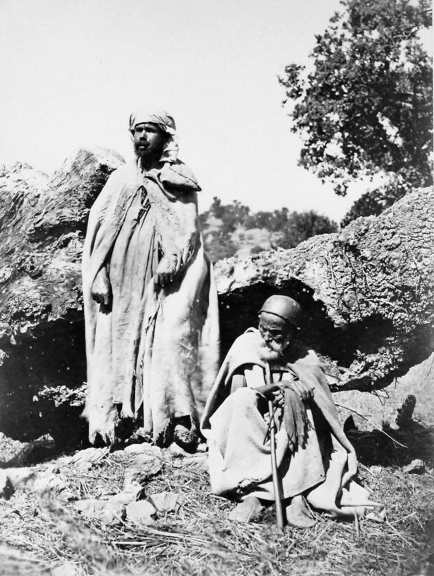
Кабилы в бурнусах

Каби́лы (от арабского qaba’il, мн. ч. от قبيلة qabîlah — «племя»; кабильск. Leqbayel, [leqβajəl] (мн. ч.), Iqvayliyen [iqβajlijən] (ед. ч.)) — берберский народ, живущий на севере Алжира.
Относятся к древнему доарабскому европеоидному населению северной Африки. Говорят на кабильском языке северной ветви берберо-ливийских языков. Его письменность — на основе латиницы; предпринимаются попытки возрождения древней письменности тифинаг, сохранившейся в вышивках и т. п. Используют также французский и арабский языки.
Верующие — мусульмане-сунниты. Значительная часть кабилов проживает в эмиграции, в основном во Франции.

## Распространение и численность
Живут в основном в Алжире в горах Большая и Малая Кабилия (историческая область Кабилия) к востоку от г. Алжир. Численность в Алжире ок. 3 млн чел. (2007, оценка). Живут также во Франции (676 тыс. чел.), Бельгии (50 тыс. чел.), Великобритании (св. 3 тыс. чел.). Общая численность 4 млн чел, по некоторым источникам — до 6 млн чел.

## Традиционная культура

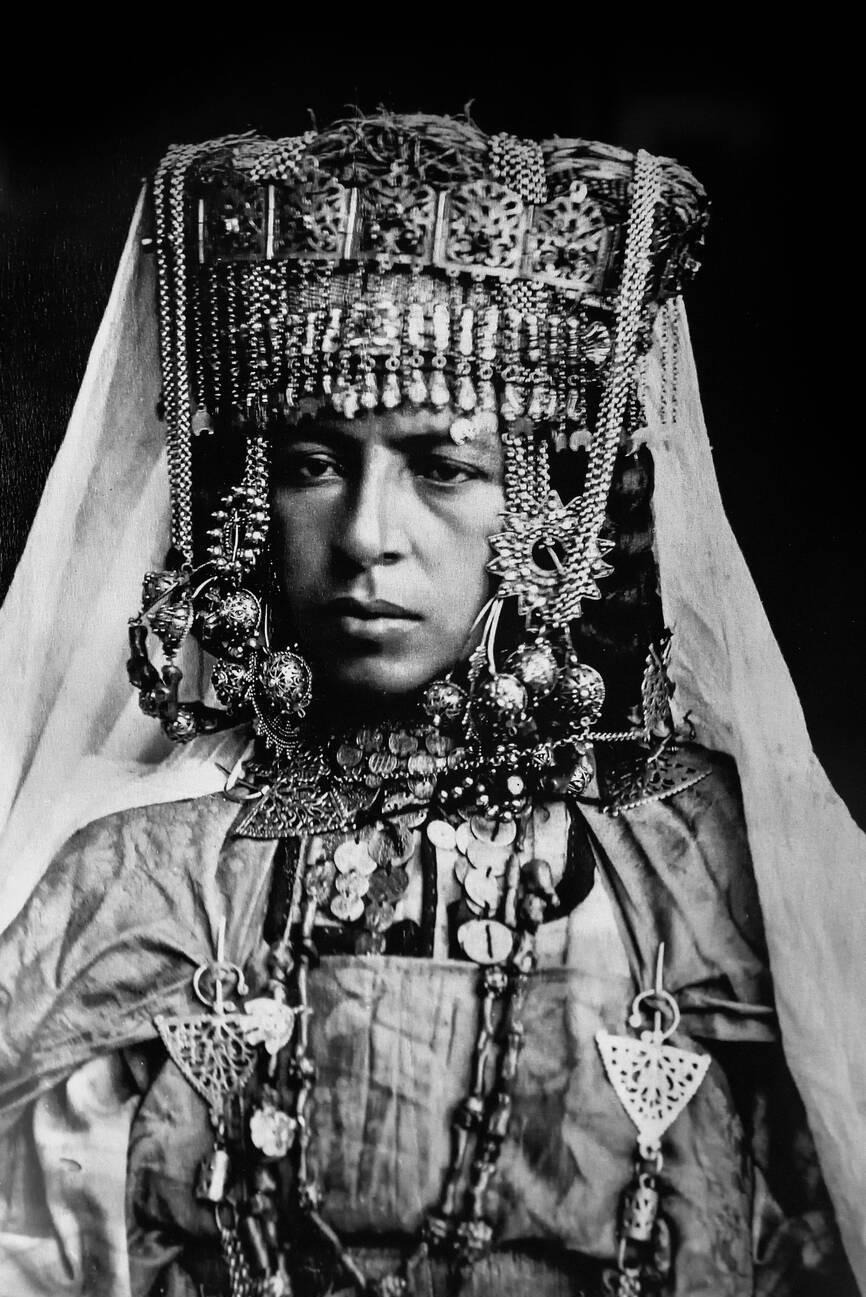
Кабилка с традиционными украшениями, 1880-е гг.

Основное занятие — земледелие, в том числе садоводство (олива, инжир). Особое место в культуре кабилов занимает искусство керамики. Данное занятие является преимущественно женским, хотя, конечно, есть и исключения. Керамические изделия создаются для личного пользования, и хотя они могут быть проданы или обменены, не имеют высокой материальной ценности.
В настоящее время наблюдается рост миграции кабилов в города и за пределы Африки. В Алжире существует движение кабилов за политические и культурные права («кабилизм», «берберское возрождение», Printemps berbère), кабилы составляют большинство членов партий «Объединение за культуру и демократию», «Фронт социалистических сил» и др.
Традиционные поселения, окруженные масличными деревьями и виноградниками, обычно располагаются на вершине горы и имеют 2 улицы: внутреннюю — для женщин и внешнюю — для мужчин; тесно поставленные друг к другу дома обращены наружу глухими стенами. Жители поселения образуют общину (таддарт, джамаат), возглавляемую вождём (амин, амеккран); она подразделяется на группы (адрум), включающие несколько родственных (в 4—5-м поколении) патрилинейных объединений (тараррубт), состоящих из больших патриархальных семей (ахам — букв.: большой дом).
В мужской одежде сохранились длинные рубахи, в женской — платья с кокеткой на плечах (хубба, тахуббат). Сохраняются пережитки доисламских земледельческих культов, фольклор.
Традиционное холодное оружие — флисса.
Традиционная культура кабилов исследовалась, в частности, П. Бурдьё.

## Кабильский флаг

Берберский флаг

Кабильский флаг состоит из трёх горизонтальных полос голубого, светло-зелёного и жёлтого цветов и символа, похожего на букву «Ж», это берберский флаг, общий для всех берберских народов, которых в Алжире насчитывается до десятка, в том числе кабилов.

## Известные кабилы
- Килиан Мбаппе — по матери
- Зинедин Зидан
- Карим Бензема
- Али Дилем
- Самир Аит Саид
- Луиза Несиб
- Дэни Бун (Даниэль Амиду) — по отцу
- Ларби (Биби) Насери — по отцу
- Саид (Сами) Насери — по отцу
- Амар Узеган